# Curl (プログラミング言語)
Curl は、米国マサチューセッツ工科大学 (MIT) で開発された対話的なウェブコンテンツ用のプログラミング言語である。Curl はHTMLに影響を受けHTMLのようなテキストマークアップと、JavaScript のようなスクリプティング、Java のような重量機能を単一のフレームワークに統合している。
Curl はマークアップ言語の一面があり、プレーンテキストはテキストのまま記述する。それと同時に多重継承のような機能を持つオブジェクト指向プログラミング言語でもある。Curl のアプリケーションでは、従来のウェブ開発においてHTML・CSS・JavaScript の分離がもたらす、コンテンツ・スタイル・振る舞いの分離が強要されることはない。ただし、そのようなスタイルのプログラミングも可能である。
Curl は書式付テキストの表示用途にHTMLの代替として使うこともできるが、その能力はそれだけにとどまらない。Curl の（HTMLレベルの）オーサリングおよびプログラミング構文はユーザーコードによって拡張可能である。この言語はジャストインタイムコンパイラによってクライアントマシンのネイティブコードにコンパイルし、高速に実行することもできるよう設計されている。
単純な Curl の Hello world アプレットは以下のようになる。ソースコードで特徴的なのはその波括弧 (curly bracket) の使用である。これは言語名の由来ともなっている。
```
{Curl 8.0 applet}
{text
   color = "blue",
   font-size = 16pt,
   Hello World}

```

Curl のアプレットはウェブブラウザ用のプラグインである Curl RTE を使用して表示することができる。2008年10月現在、対応しているプラットフォームは Windowsのみである。

## 参考資料
1. ↑  Hostetter et al. 4. Curl as a Programming Language 節を参照
2. ↑  Hostetter et al. 3. Curl Overview 節を参照
3. ↑  “カール - Curl RTE：システム要件”.   SCSK Corporation. 2020年4月1日閲覧。

- M. Hostetter; D. Kranz, C. Seed, C. Terman, S. Ward. “Curl: A Gentle Slope Language for the Web” (英語).   MIT Laboratory for Computer Science. 2008年2月21日閲覧。